# Toucan
Toucan je lidskou silou poháněné letadlo postavené ve Velké Británii v roce 1972 skupinou nadšenců v čele s Martinem Pressnellem, která vznikla v roce 1965, aby navrhla a postavila letadlo na lidský pohon a aby soutěžila o Kremerovu cenu. Říkala si Hertfordshire Pedal Aeronauts a měla svou základnu v letecké továrně Handley Page v Radlettu. 

## Konstrukce
Toucan je samonosný jednoplošník středoplošné koncepce, dvojčlenná posádka pohánějící letadlo sedí v tandemu za sebou ve vzpřímené poloze jako na závodním bicyklu. Řízení je instalováno v zadním prostoru posádky. Křídlo je převážně dřevěné konstrukce, trup má kostru z tenkostěnných trubek z hliníkové slitiny, přední část křídla po hlavní nosník má povrch z pěnového polystyrenu, zbytek je potažen Mylarem. 
K pohonu slouží tlačná vrtule za ocasními plochami. 

## Letové zkoušky
Stavba letounu Toucan začala v roce 1967 a byla dokončena na konci roku 1972. Dne 23. prosince 1972 absolvoval Toucan první let dlouhý 62 m. Toucan se tak stal prvním dvojmístným lidskou silou poháněným letadlem, které skutečně létalo. Po prvním letu následovala řada úprav a modifikovaný Toucan I dosáhl 3. července 1973 svého nejdelšího letu o délce 640 m a výšce až 6,1 m.
Letové zkoušky probíhaly do roku 1974. V roce 1978 bylo letadlo zrekonstruováno a doplněno o centrální část křídla o rozpětí 4,9 m. Toucan II, jak bylo modifikované letadlo nazýváno, se tak stal s rozpětím křídla 42,37 m největším lidskou silou poháněným letadlem. Jeho výkony ale původní verzi nepřekonaly, nejdelší lety byly dlouhé kolem 500 m. Lety pravidelně končily vyčerpáním posádky tvořené zdatnými, i když ne trénovanými cyklisty. Letové vlastnosti však byly hodnoceny kladně, letadlo bylo ve vzduchu naprosto stabilní. Po ukončení letů koncem roku 1978 byl Toucan II předán do sbírek Shuttleworth Collection.

## Hlavní technické údaje
- Rozpětí křídla: 37,5 m (Toucan II 42,4 m)
- Nosná plocha: 55,8 m² (Toucan II 66,7 m²
- Profil křídla: NACA 63618
- Hmotnost: 94 kg (Toucan II 108,5 kg)